# 富山県立魚津工業高等学校
富山県立魚津工業高等学校（とやまけんりつ うおづこうぎょうこうとうがっこう、英: Toyama Prefectural Uozu Technical High School）は、富山県魚津市浜経田にある公立の工業高等学校。通称は「魚工（ぎょこう）」。

## 設置学科
- 機械科
- 電気科
- 情報環境科（2年次から下記の2コースに分かれる）
  - 電子機械コース
  - 化学工業コース

## 概要
- 校地面積は45,815m2、建物面積は21,038m2[1]。新川地区で唯一の工業高校である。

## 沿革
- 1961年（昭和36年）
  - 5月14日 - 校地買収[2]。
  - 7月1日 - 校地造成工事[2]。
  - 12月30日 - 校舎着工[3][2]。
- 1962年（昭和37年）4月1日 - 開校[3]。当時の設置学科は富山県立魚津高等学校から移籍した電気科と工業化学科1学級ずつと機械科2学級及び新設の化学工業科1学級。開校当事は校舎が完成しておらず、富山県立魚津高等学校と魚津市立道下小学校を仮校舎としていた。11月14日に校舎の一部が完成したため、11月21日に現在地に移転[2]。
- 1963年（昭和38年）
  - 4月1日 - 金属工学科を設置、電気科1学級増[2]。
  - 10月1日 - 校歌制定[2]。
- 1964年（昭和39年）
  - 3月19日 - 全校舎完成、同年5月12日に落成式[2]。
  - 5月12日 - 校舎落成式[2]。
  - 10月28日 - グラウンド完成（その後、1966年3月23日、1967年7月31日および1986年10月31日にも拡張が行われている）[2]。
- 1967年（昭和42年）10月 - 中庭、スタンド完成[2]。
- 1970年（昭和45年）11月7日 - 第1回魚工展を11月8日まで開催[2]。
- 1972年（昭和47年）
  - 4月1日 - 金属工学科・工業化学科の募集停止[2]。
  - 10月25日 - 食堂が竣工[2]。
- 1977年（昭和52年）4月1日 - 化学工学科1学級減（1978年4月1日に2学級に復元される）[2]
- 1982年（昭和57年）
  - 4月1日 - 化学工学科を化学工業科に学科改編[2]。
  - 7月20日 - グラウンドに5基の夜間照明を設置[2]。
- 1985年（昭和60年）3月30日 - 前庭の移設が始まる[2]。
- 1986年（昭和61年）
  - 2月14日 - グラウンド拡張工事開始[2]。
  - 10月31日 - 完成。バックネット、防球ネットを新設[2]。
- 1987年（昭和62年）
  - 4月1日 - 校訓を制定[2]。
  - 9月21日 - 第二体育館着工[2]。
- 1988年（昭和63年）
  - 7月21日から10月31日 - 旧管理・教室棟の外壁と窓枠が改修される[2]。
  - 9月3日 - 第二体育館（幅28m、奥行36m、高さ15mの2階建てで、外壁はグレー、1階は吹き抜けのピロティ造り）竣工[4]。
- 1990年（平成2年）7月から9月 - 普通教室棟リフレッシュ工事[2]。
- 1991年（平成3年）7月から10月 - 特別教室棟リフレッシュ工事[2]。
- 1992年（平成4年）8月19日 - グラウンド観覧用スタンド（60m）完成（本校同窓会寄付）[2]。
- 1993年（平成5年）4月1日 - 電子機械科を設置。
- 1997年（平成9年）7月7日 - グラウンド改修、テニスコート竣工[5]。
- 2005年（平成17年） - 管理・教室棟を改築。
- 2006年（平成18年）4月1日 - 電子機械科・化学工業科を募集停止し、情報環境科を設置。
- 2010年（平成22年） - 現在の学科数（機械科2学級、電気科、情報環境科1学級ずつ）となる。この年の新入生より制服がモデルチェンジ。男子は学生服からブレザーに変更されるとともに、女子の制服も全面改良された。
- 2012年（平成24年）10月27日 - 電気科実習棟（鉄筋コンクリート3階建）の竣工式を挙行（創校50周年記念式典と同日）[6]。
- 2014年（平成26年）3月25日 - 機械科実習棟竣工。
- 2016年（平成28年）2月3日 - 機械科・情報環境科実習棟（鉄筋コンクリート4階建て）が竣工し、同年2月19日に完成式[7]。（同年4月以降から利用開始[7]）
- 2018年（平成30年）3月26日 - テニスコート整備工事完了。
- 2026年（令和8年） - 工業高校で初めて工業科の一括募集を導入し、1年次後半よりIT、情報系の学科（プログラミングなどを学ぶコースを新設）、電気・電子・情報系の学科、機械に関する知識や理論など学ぶ学科に分かれる制度に移行する（予定）[8]。

## おもな行事
- 4月 - 入学式
- 6月 - 体育大会
- 11月 - 文化祭（魚工展、3年に1度）
- 2月 - 課題研究発表会
- 3月 - 卒業式

## 部活動
- 運動部 - 野球、サッカー、ラグビー、テニス、陸上競技、柔道、剣道、バスケットボール、バドミントン、卓球、アーチェリー
- 文化部 - 吹奏楽、書道
- 工学部（文化部）- 電気工学、機械工学、環境科学

## 校歌
作詞：薮田義雄、作曲：松本民之助

## 校訓
創造、誠実、錬磨

## アクセス
- 富山地方鉄道経田駅から徒歩約10分。